# سر بل (باقران)
سر بل (بالفارسية: سرپل) هي مستوطنة تقع في إيران في قسم باقران الريفي.